# Quebo (sektor)
Quebo är en sektor i Guinea-Bissau.   Den ligger i regionen Tombali, i den centrala delen av landet, 90 km öster om huvudstaden Bissau.